# نهائي كأس خادم الحرمين الشريفين 2022
نهائي كأس خادم الحرمين الشريفين 2022 هي المباراة النهائية لمسابقة كأس خادم الحرمين الشريفين 2021–22، في البطولة السابعة والأربعين من مسابقة كأس خادم الحرمين الشريفين التي ينظمها الاتحاد السعودي لكرة القدم، والنهائي الخامس عشر منذ عودة المسابقة عام 2008 ميلادية، تحت رعاية خادم الحرمين الشريفين الملك سلمان بن عبد العزيز آل سعود، وقد أناب صاحب السمو الملكي الأمير محمد بن سلمان آل سعود ولي العهد نائب رئيس مجلس الوزراء، لحضور المباراة وتسليم الفريق الفائز الكأس والميداليات الذهبية، وصاحب المركز الثاني الميداليات الفضية، أقيمت المباراة النهائية يوم الخميس 19 مايو 2022، بعد تحديد طرفي نهائي أغلي البطولات السعودية حين صعد كل من نادي الهلال من الرياض ونادي الفيحاء من المجمعة إلى نهائي بطولة كأس خادم الحرمين الشريفين، لتحديد الفريق الفائز بالبطولة، تُوِّج فريق الفيحاء الأول لكرة القدم بلقب كأس خادم الحرمين الشريفين للمرة الأولى في تاريخه، بعد فوزه على الهلال بركلات الترجيح 3ـ1، عقب نهاية الأشواط الأصلية والإضافية بالتعادل 1ـ1، خسر نادي الهلال للمرة الأولى في تاريخه المباراة النهائية لكأس خادم الحرمين الشريفين على ملعب مدينة الملك عبد الله الرياضية بجدة «الجوهرة»، حيث سبق للهلال لعب المباراة النهائية لبطولة كأس خادم الحرمين الشريفين في ملعب الجوهرة مرتين، فاز على النصر بركلات الترجيح في 2015، وفاز على الأهلي موسم 2017 في المباراة التي جرت أيضا على ملعب مدينة الملك عبد الله الرياضية “الجوهرة” في جدة، وصل الطرف الأول نادي الهلال السعودي إلى الدور النهائي من البطولة بعدما حقق الانتصار على نادي الشباب في الدور نصف النهائي، بينما وصل نادي الفيحاء إلى النهائي بعدما حقق الانتصار على نادي الاتحاد في مفاجأة كبيرة جدًا بهدف دون رد في اللقاء الذي جمع بينهما مساء يوم الإثنين على ملعب مدينة المجمعة الرياضية في المجمعة ضمن دور نصف نهائي البطولة، الفوز الذي صعد بالفيحاء إلى النهائي لأول مرة في تاريخه، حيث طمح الفيحاء نحو تحقيق اللقب للمرة الأولى ومعادلة إنجاز غريمه الفيصلي من سدير بالحصول على كأس خادم الحرمين الشريفين، فيما سعى نادي الهلال للوصول إلى اللقب العاشر في تاريخه، بهذا الوصول ضمن كلا الناديين التأهل رسميًا إلى بطولة كأس السوبر السعودي 2022، والتي ستشهد لأول مرة منافسة 4 فرق بمشاركة بطل ووصيف مسابقة كأس خادم الحرمين الشريفين وبطل ووصيف دوري كأس الأمير محمد بن سلمان للمحترفين، وفي حالة تكرار فريق يتم تأهيل المراكز التالية في ترتيب الدوري، وبالتالي حجز كلا منهما مقعده في بطولة السوبر القادمة ولن يقف الأمر على بلوغ نهائي كأس خادم الحرمين الشريفين وكأس السوبر السعودي بل في حال حقق أحدهما لقب كأس الملك فإنه سيتأهل لبطولة دوري أبطال آسيا 2023–24. كذلك في حال تحقيق الهلال كأس خادم الحرمين الشريفين هذه المرة سيمتلك كأس البطولة للأبد بسبب الفوز في أربع بطولات متفرقة 2015، 2017، 2020 ما يمنحه أحقية امتلاك الكأس الحالية على أن يكون هناك كأس جديدة في المواسم المقبل. ولكن ذلك لم يتحقق لنادي الهلال هذا الموسم بسبب تتويج نادي الفيحاء في هذه البطولة.
فيما يخص تاريخ مواجهات الفريقين فقد تواجه الهلال والفيحاء في ثمان مباريات بتاريخ الدوري السعودي للمحترفين، منذ صعد فريق الفيحاء من محافظة المجمعة للمرة الأولى في تاريخه إلى الدوري السعودي للمحترفين عام 2017، خلال المواجهات السابقة بين الفريقين تمكن الهلال من الفوز في أربع مباريات، وانتهت النتيجة بالتعادل في مبارتين، فيما نجح الفريق الفيحاوي في تحقيق الفوز في مبارتين، أخرها مواجهة الفريقين في اللقاء المؤجل من الجولة 19 من مسابقة دوري كأس الأمير محمد بن سلمان للمحترفين من هذا الموسم، في اجمالي المواجهات إحراز لاعبو الهلال 11 هدفاً في شباك الفيحاء، فيما أحراز لاعبو الفيحاء 5 أهداف في شباك نادي الهلال، يعتبر هذا أول لقاء يجمع الفريقين في نهائي بطولة كأس خادم الحرمين الشريفين والمواجهة التاسعة بين الفريقين في كافة البطولات.

## مكان

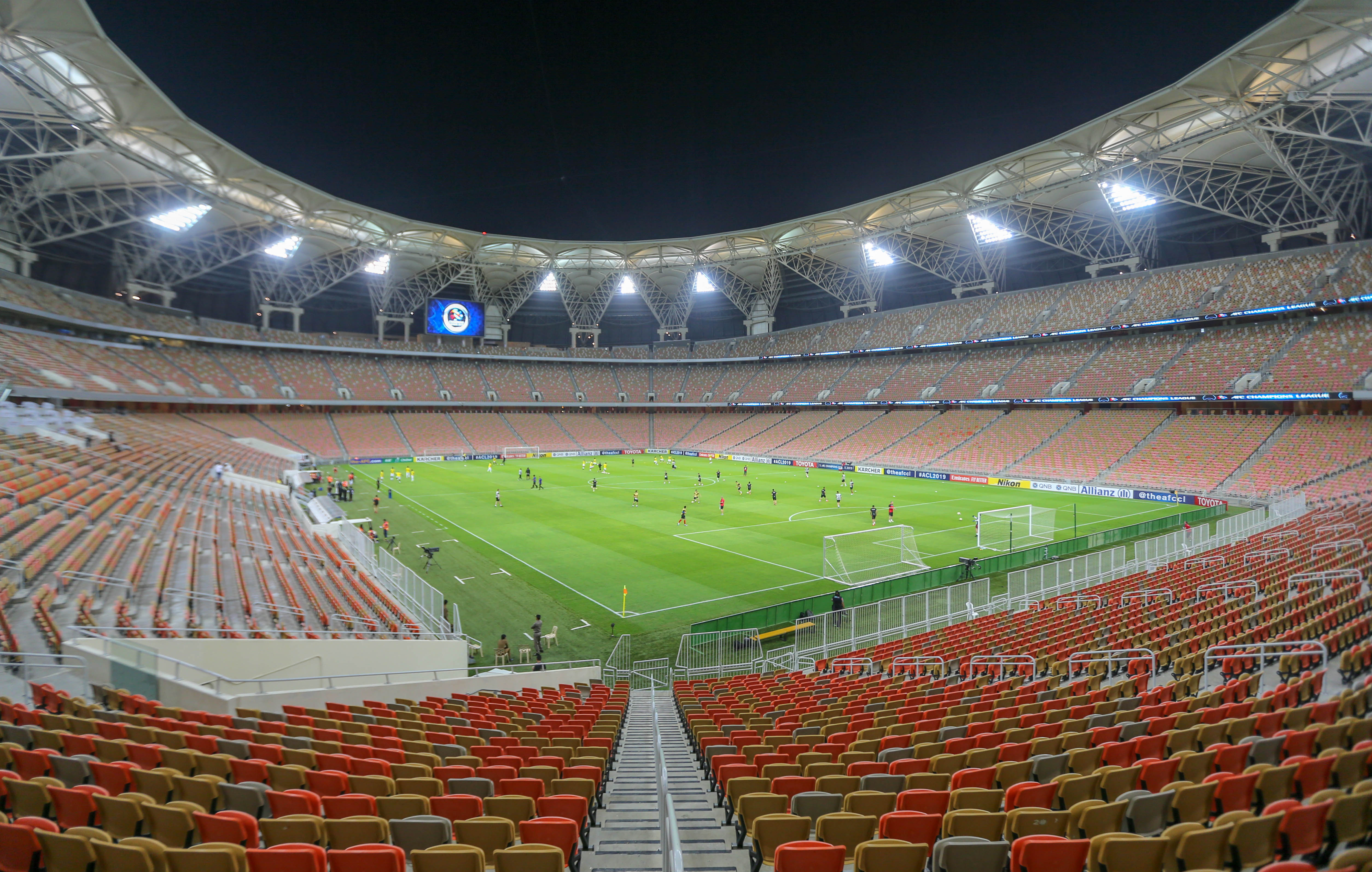
مدرجات الملعب

يستضيف ملعب مدينة الملك عبد الله بجدة النهائي السادس منذ افتتاحه قبل 8 سنوات في 01 مايو 2014، حيث شهد الافتتاح إقامة لقاء نهائي بطولة خادم الحرمين الشريفين بين فريقي الأهلي والشباب على نهائي كأس خادم الحرمين الشريفين وانتهت حينها شبابية بثلاثية نظيفة كأول فريق يحقق لقبا في هذا الملعب، بحضور خادم الحرمين الشريفين الملك عبد الله رحمه الله.
وشهد ملعب الجوهرة المشعة بعدها اربع نهائيات محلية كلها كانت على بطولة كأس الملك، واستضاف الملعب نهائيات كأس الملك أعوام 2015 الذي فاز فيه الهلال على النصر بضربات الجزاء، ثم نهائي 2016 بين الأهلي والنصر من جديد، خسر النصر للمرة الثانية ضد الأهلي بهدفين مقابل هدف. وجمع نهائي 2017 الفائز في آخر نهائيين الهلال والأهلي، حيث انتصر الزعيم بثلاثة أهداف مقابل هدفين، وكان آخر نهائي محلي لصالح الاتحاد عندما قابل الفيصلي في منتصف عام 2018 وانتصر بثلاثة أهداف مقابل هدف في الأشواط الإضافية، ومن ثم أقيمت نهائيات كأس الملك لثلاث موسم متتالية باستاد الملك فهد الدولي بالرياض لأول مرة منذ افتتاح ملعب الجوهرة ليغيب عنه استضافة النهائي خلال تلك الفترة وبذلك استضافه الملعب 5 نهئيات متتالية.

## عن الفريقين
| الفريق       | نهائيات سابقة (يشير الرقم والخط العريض لسنوات الفوز)                                               |
| ------------ | -------------------------------------------------------------------------------------------------- |
| نادي الهلال  | 9 (1962، 1964، 1965، 1969، 1977، 1980، 1981، 1982، 1984، 1985، 1987، 1989، 2010، 2015، 2017، 2020) |
| نادي الفيحاء | لم يسبق أن لعب النهائي                                                                             |

## الطريق إلى النهائي
|                |             | نادي الهلال             | مشوار الفريقين | نادي الفيحاء           |              |                |
| النتيجة        | المنافس     | الملعب                  | الجولة         | الملعب                 | المنافس      | النتيجة        |
| 2 - 0          | نادي الرائد | ملعب الملك فهد الدولي   | دور الستة عشر  | مدينة المجمعة الرياضية | نادي أبها    | 4 - 0          |
| 2 - 1          | نادي النصر  | استاد مرسول بارك        | ربع النهائي    | ملعب نادي الباطن       | نادي الباطن  | 2 - 1 (ب.و.إ.) |
| 2 - 1 (ب.و.إ.) | نادي الشباب | ملعب الأمير فيصل بن فهد | نصف النهائي    | مدينة المجمعة الرياضية | نادي الاتحاد | 1 - 0          |

## تفاصيل ماقبل المباراة
أعلن حساب الاتحاد السعودي لكرة القدم عصر يوم 18 مايو 2022 عقد الاجتماع الفني لنهائي كأس خادم الحرمين الشريفين حيث تم مناقشه المور التنظيمية المتعلقة بالنهائي الذي يجمع فريقي الفيحاء الأول لكرة القدم ومنافسه الهلال على ملعب مدينة الملك عبد الله الرياضية في جدة، حيث تم الاتفاق على ظهور لاعبي نادي الفيحاء بالطقم الاساسي اللون البرتقالي، فيما سيرتدي الهلال طقمه الاساسي الأزرق، يفتقد فريق الفيحاء في هذه المواجهة أربعة لاعبين أمام فريق الهلال وذلك بداعي الإصابة، وهم المهاجم مالك العبد المنعم، والظهير مخير الرشيدي، والجناح الغاني صامويل أوسو، ولاعب الوسط عبد الملك الشمري، بينما لم تتأكد جاهزية المهاجم البرازيلي رامون لوبيز بسبب إصابة عضلية، وقلب الدفاع حسين الشويش بسبب الإصابة العضلية، أما بالنسبة لنادي الهلال وهو المتضرر الأكبر من الغياب بواقع 7 لاعبين دفعة واحدة، من بينهم خمسة للإصابة هم متعب المفرج، صالح الشهري، كويلار، كاريلو، إلى جانب الوافد الجديد عبد الإله المالكي، كما يغيب الظهير الدولي ياسر الشهراني والمهاجم صالح الشهري لتراكم البطاقات والإصابة، وكذلك محمد كنو الموقف 4 أشهر بعد توقيعه عقدين لنادي النصر والهلال.
| الهلال                                                       | 1 - 1 (ب.و.إ.) | الفيحاء                                                                        |
| ------------------------------------------------------------ | -------------- | ------------------------------------------------------------------------------ |
| سالم الدوسري 37' 4+45' · محمد جحفلي 105' · سلمان الفرج 105'  | تقرير          | 66' رامون لوبيز · 90+4' فلاديمير ستويكوفيتش                                    |
| ركلات الترجيح                                                |                |                                                                                |
| أوديون إيغالو · سلمان الفرج · عبد الله الحمدان · مصعب الجوير | 1 - 3          | ريكاردو رايلر · رامون لوبيز · علي الزقعان · حسين الشويش · باناغيوتيس تاختسيديس |

| الهلال | الفيحاء |

| الهلال: من الرياض رئيس النادي: فهد بن نافل التشكيل الاساسي للفريق: |    |                   |      |      |
|                                                                    |    |                   |      |      |
| حارس                                                               | 1  | عبدالله المعيوف   |      |      |
| دفاع                                                               | 2  | محمد البريك       |      | 75'  |
| دفاع                                                               | 20 | جانغ هيون سو      |      |      |
| دفاع                                                               | 5  | علي البليهي       |      |      |
| دفاع                                                               | 16 | ناصر الدوسري      |      | 104' |
| وسط                                                                | 7  | سلمان الفرج       |      | 105' |
| وسط                                                                | 6  | عبد الله عطيف     |      | 56'  |
| هجوم                                                               | 15 | ماتيوس بيريرا     |      | 75'  |
| وسط                                                                | 17 | موسى ماريغا       |      | 99'  |
| وسط                                                                | 29 | سالم الدوسري      | 37'  |      |
| هجوم                                                               | 9  | أوديون إيغالو     |      |      |
| مقاعد البدلاء:                                                     |    |                   |      |      |
| حارس                                                               | 21 | محمد العويس       |      |      |
| دفاع                                                               | 66 | سعود عبد الحميد   |      | 75'  |
| دفاع                                                               | 70 | محمد جحفلي        | 105' | 104' |
| دفاع                                                               | 67 | محمد الخيبري      |      |      |
| دفاع                                                               | 13 | عبد الرحمن العبيد |      |      |
| دفاع                                                               | 88 | حمد اليامي        |      |      |
| وسط                                                                | 43 | مصعب الجوير       |      | 56'  |
| هجوم                                                               | 98 | ميشائيل ديلغادو   |      | 99'  |
| هجوم                                                               | 14 | عبد الله الحمدان  |      | 75'  |
| المدرب:                                                            |    |                   |      |      |
| رامون دياز                                                         |    |                   |      |      |

| الفيحاء: من المجمعة رئيس النادي: عبد الله أبانمي التشكيل الاساسي للفريق: |    |                       |        |      |
|                                                                          |    |                       |        |      |
| حارس                                                                     | 88 | فلاديمير ستويكوفيتش   | 90+4'  |      |
| دفاع                                                                     | 22 | محمد البقعاوي         |        | 74'  |
| دفاع                                                                     | 4  | سامي الخيبري          | القائد |      |
| دفاع                                                                     | 24 | حسين الشويش           | 120+1' |      |
| دفاع                                                                     | 16 | أحمد با مسعود         |        | 82'  |
| وسط                                                                      | 7  | عبد الرحمن السفري     |        | 62'  |
| وسط                                                                      | 28 | ريكاردو               |        |      |
| وسط                                                                      | 17 | محمد أبو سبعان        |        | 105' |
| هجوم                                                                     | 15 | سلطان مندش            |        | 62'  |
| وسط                                                                      | 29 | ألكسندر ترايكوفسكي    |        | 105' |
| هجوم                                                                     | 18 | باناغيوتيس تاتشتسيديس |        |      |
| مقاعد البدلاء:                                                           |    |                       |        |      |
| حارس                                                                     | 1  | مسلم الفريج           |        |      |
| دفاع                                                                     | 3  | بندر ناصر             |        | 82'  |
| دفاع                                                                     | 6  | يوسف سعد الحربي       |        | 105' |
| وسط                                                                      | 16 | علي النمر             |        |      |
| وسط                                                                      | 20 | أمادو موتاري          |        | 74'  |
| وسط                                                                      | 25 | علي الزقعان           |        | 62'  |
| وسط                                                                      | 26 | فواز الطريس           |        | 105' |
| وسط                                                                      | 81 | إبراهيم البركة        |        |      |
| هجوم                                                                     | 7  | رامون لوبيز           |        | 62'  |
| المدرب:                                                                  |    |                       |        |      |
| فوك راشوفيتش                                                             |    |                       |        |      |

| طاقم التحكيم الحكام المساعدين: باو سيبريان ايكر فرانسيسكو الحكم الرابع: محمد الهويش حكم تقنية الفيديو: ريكاردو دي بورغوس مساعد حكم تقنية الفيديو: عبد الرحيم الشمري | قانون المباراة: - يقام نهائي المسابقة من مباراة واحدة بنظام خروج المغلوب. - تلعب المباراة من 90 دقيقة مقسومة إلى شوطين مدة كل شوط 45 دقيقة. - تلعب أشواط إضافية من 30 دقيقة مقسومة إلى شوطين مدة كل شوط 15 دقيقة. - تطبق قاعدة ركلات الجزاء الترجيحية في حال استمرار التعادل في الأشواط الإضافية. - تواجد 9 بدلاء على مقاعد الاحتياط، يمكن إجراء ما يصل إلى خمسة تغيرات، بالإضافة إلى إمكانية تغيير سادس في حال وصول المباراة للأشواط الإضافية. - يتأهل بطل بطولة كأس خادم الحرمين الشريفين هذه النسخة إلى خوض مواجهة الملحق الآسيوي في بطولة دوري أبطال آسيا 2023–24 - يتأهل طرفي النهائي للمشاركة في بطولة كأس السوبر السعودي 2022. - يحصل البطل على جائزة مالية قدرها (عشرة ملايين ريال) إضافة لحصوله على عدد 50 ميدالية ذهبية فيما يحصل الوصيف على عدد 50 ميدالية فضية. |